# Carl James Joseph
Pour les articles homonymes, voir Joseph.
 (avril 2025).
Améliorez-le ou discutez des points à vérifier. 
 (avril 2025).
La mise en forme du texte ne suit pas les recommandations de Wikipédia : il faut le « wikifier ».
Les points d'amélioration suivants sont les cas les plus fréquents. Le détail des points à revoir est peut-être précisé sur la page de discussion.
- Les titres sont pré-formatés par le logiciel. Ils ne sont ni en capitales, ni en gras.
- Le texte ne doit pas être écrit en capitales (les noms de famille non plus), ni en gras, ni en italique, ni en « petit »…
- Le gras n'est utilisé que pour surligner le titre de l'article dans l'introduction, une seule fois.
- L'italique est rarement utilisé : mots en langue étrangère, titres d'œuvres, noms de bateaux, etc.
- Les citations ne sont pas en italique mais en corps de texte normal. Elles sont entourées par des guillemets français : « et ».
- Les listes à puces sont à éviter, des paragraphes rédigés étant largement préférés. Les tableaux sont à réserver à la présentation de données structurées (résultats, etc.).
- Les appels de note de bas de page (petits chiffres en exposant, introduits par l'outil «  Source ») sont à placer entre la fin de phrase et le point final[comme ça].
- Les liens internes (vers d'autres articles de Wikipédia) sont à choisir avec parcimonie. Créez des liens vers des articles approfondissant le sujet. Les termes génériques sans rapport avec le sujet sont à éviter, ainsi que les répétitions de liens vers un même terme.
- Les liens externes sont à placer uniquement dans une section « Liens externes », à la fin de l'article. Ces liens sont à choisir avec parcimonie suivant les règles définies. Si un lien sert de source à l'article, son insertion dans le texte est à faire par les notes de bas de page.
- La présentation des références doit suivre les conventions bibliographiques. Il est recommandé d'utiliser les modèles {{Ouvrage}}, {{Chapitre}}, {{Article}}, {{Lien web}} et/ou {{Bibliographie}}. Le mode d'édition visuel peut mettre en forme automatiquement les références.
- Insérer une infobox (cadre d'informations à droite) n'est pas obligatoire pour parachever la mise en page.

Pour une aide détaillée, merci de consulter Aide:Wikification.
Si vous pensez que ces points ont été résolus, vous pouvez retirer ce bandeau et améliorer la mise en forme d'un autre article.
 (avril 2025).
Compléments
Known for: Dressing and Living similarly to Jesus
Carl James Joseph  (né c. 1961  ), surnommé le « Jesus Guy », est un prédicateur itinérant américain. Après avoir quitté son emploi en entreprise en 1991, Joseph a commencé à errer à pied à travers les États-Unis et à l'étranger. Depuis 2010, il vit en Terre Sainte et depuis environ 2015, il vit à l'église du Saint-Sépulcre à Jérusalem.

## Les premières années
Carl James Joseph est né vers 1961  de Louis et Bette Joseph à Détroit, Michigan, et a déménagé à Toledo lorsqu'il était enfant. Bien qu'il ait grandi dans une famille non religieuse, il a fréquenté l'école élémentaire catholique Gesù. À l'âge de douze ans, lui et son frère aîné ont été baptisés catholiques. Après avoir fréquenté le lycée jésuite de St John pendant trois ans, Joseph est diplômé du lycée Bowsher en 1978. Il a été confirmé un an plus tard.

## La vie itinérante
Après avoir trouvé un travail de bureau dans une organisation chrétienne à New York étouffant, Joseph a commencé un style de vie errant en mai 1991. Ne portant pas de chaussures et une robe blanche, il a commencé à errer à travers les États-Unis, le Mexique et d'autres pays,. En 1999, il a été expulsé du Mexique après que les autorités se soient inquiétées de la grande foule qui le suivait. Il a été arrêté le 29 août 1999 à Greenfield, dans l'Ohio, pour trouble à l'ordre public. Alors qu'il prêchait sur un trottoir, la foule s'est répandue dans la rue ; lorsque la police lui a demandé de bouger, il a refusé. En octobre 1999, il arrive dans la région charbonnière de Pennsylvanie, où le magazine Time fait un reportage sur lui, qualifiant Joseph d'« apôtre des Appalaches »,. Joseph a déménagé à Jérusalem en 2010 et, as of 2025 , avait vécu à l'église du Saint-Sépulcre à Jérusalem pendant la majeure partie de la décennie précédente,. Il s'est rendu à Philadelphie pour la visite du pape François aux États-Unis en 2015.
Se considérant à la fois comme un évangéliste et un pèlerin, Joseph ne porte sur lui qu'une Bible, un chapelet et une brosse à dents,. Il tente de vivre entièrement par la providence/ Avec une barbe fournie, des cheveux flottants et une longue robe, son apparence a été qualifiée de « semblable à celle de Jésus » ; cependant, Joseph déclare qu'il n'essaie pas de représenter Jésus et qu'il ne prétend pas être Jésus,,.

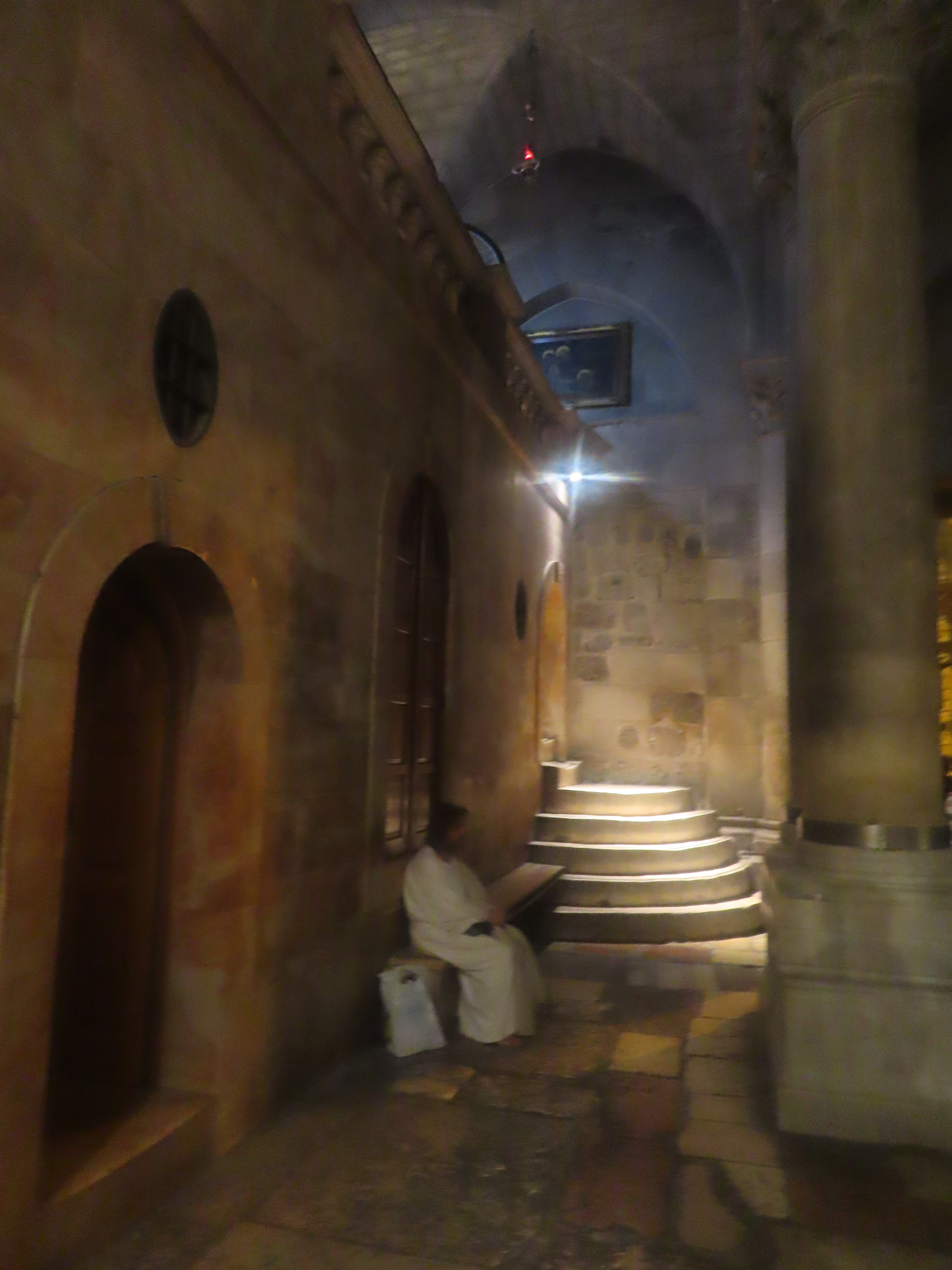
Joseph assis dans l'église du Saint-Sépulcre en 2019

1. ↑  Joseph prefers to go by his middle and last name[1].
2. 1 2  His year of birth is unclear. He has been reported as 64 in 2025[2] and 46 in 2007[3], and graduated high school in 1978[3]. However, he was also said to be 51 in 2015[1].